# Jean-Michel Huon de Kermadec

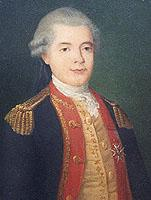
Jean-Michel Huon de Kermadec

Jean-Michel Huon de Kermadec (* 12. September 1748 in Brest; † 6. Mai 1793) war ein französischer Marineoffizier und Entdecker im 18. Jahrhundert.

## Leben
Der aus der Bretagne stammende Huon de Kermadec kommandierte 1791 das Schiff L’Esperance auf der Expedition Joseph Bruny d’Entrecasteaux’, welche im Auftrag der französischen Regierung aufgebrochen war, um nach dem verschollenen Abenteurer und Weltumsegler Jean-François de La Pérouse zu suchen.
Am 28. September 1791 stachen d’Entrecasteaux, welcher die La Recherche befehligte, und Kermadec von Brest aus in See. Die hoffnungsvolle Suche nach dem verschollenen La Pérouse geriet jedoch zur Katastrophe: Die Offiziere und die Mannschaft waren politisch in Königstreue und Republikaner gespalten und bekämpften sich erbittert. Und außer den Offizieren waren noch etliche Forscher an Bord, die oft eigene Interessen vertraten. Einzig dem Hydrographen Charles Beautemps-Beaupre, der exzellente, bis heute gültige Seekarten von weiten Gebieten erstellte, und dem Botaniker Jacques Julien Houton de Labillardière ist es zu verdanken, dass die Expedition in wissenschaftlicher Hinsicht ein Erfolg wurde.
Die beiden Schiffe kreuzten in der ganzen Südsee und gingen verschiedenen Spuren nach, fanden aber weder La Pérouse noch sein Schiff. (Erst Jules Dumont d’Urville fand 35 Jahre später das Wrack der La Boussole.)
Immerhin erforschten und entdeckten d’Entrecasteaux und Kermadec bei ihrer Suche viele vorher wenig bekannte Gebiete. Mehrere geographische Objekte, unter anderem die Trobriand-Inseln (nach Leutnant Denis de Trobriand von der L’Esperance), das Kap Cretin (nach Leutnant Lionel Cretin von der La Recherche), die D’Entrecasteaux-Inseln (alle in Papua-Neuguinea), der D’Entrecasteaux-Kanal und Bruny Island bei Tasmanien sowie die neuseeländischen Kermadecinseln wurden nach den beiden Kapitänen, ihren Offizieren und den Schiffen benannt. Nach Huon Kermadec sind neben den von ihm entdeckten Kermadec-Inseln der Kermadec-Tonga-Graben (bzw. der Kermadecgraben), der Huon (ein Fluss in Tasmanien), die Stadt Huonville am gleichnamigen Fluss, das Huon-Atoll bei Neukaledonien, der Huon-Golf bei Lae und die Huon-Halbinsel Papua-Neuguineas benannt.
Nach fast zwei Jahren Suche starben die beiden Kapitäne kurz nacheinander, ohne La Pérouse gefunden zu haben. Huon Kermadec starb an Tuberkulose im Hafen Balade im Norden Neukaledoniens, d’Entrecasteaux an Skorbut am 20. Juli 1793 auf See vor den Hermitinseln im Norden von Neuguinea.